# Calanda Broncos 2021
Questa voce raccoglie le informazioni riguardanti i Calanda Broncos nelle competizioni ufficiali della stagione 2021.

## Lega Nazionale A 2021

### Stagione regolare
| Coira 20 giugno 2021, ore 14:00 CEST 1ª giornata | Calanda Broncos | 31 – 0 referto | Geneva Seahawks | Stadion Ringstrasse\| Arbitro: \| Waldburger \| |
| Arbitro:                                         | Waldburger      |                |                 |                                                 |

| Winterthur 26 giugno 2021, ore 18:00 2ª giornata | Winterthur Warriors | 6 – 31 referto | Calanda Broncos | Sportpark Deutweg\| Arbitro: \| Zwicker \| |
| Arbitro:                                         | Zwicker             |                |                 |                                            |

| Coira 3 luglio 2021, ore 18:00 CEST 3ª giornata | Calanda Broncos | 46 – 0 referto | Zürich Renegades | Stadion Ringstrasse\| Arbitro: \| Waldburger \| |
| Arbitro:                                        | Waldburger      |                |                  |                                                 |

| Berna 11 luglio 2021, ore 14:00 CEST 4ª giornata | Bern Grizzlies | 26 – 21 referto | Calanda Broncos | Stadio di atletica leggera Wankdorf\| Arbitro: \| Strähl \| |
| Arbitro:                                         | Strähl         |                 |                 |                                                             |

| Basilea 17 luglio 2021, ore 18:00 CEST 5ª giornata | Gladiators Beider Basel | 22 – 48 referto | Calanda Broncos | Stadion Rankhof\| Arbitro: \| Fotsch-Ueberrhein \| |
| Arbitro:                                           | Fotsch-Ueberrhein       |                 |                 |                                                    |

| Coira 21 agosto 2021, ore 18:00 CEST 6ª giornata | Calanda Broncos | 35 – 10 | Bern Grizzlies | Stadion Ringstrasse |

| Ginevra 29 agosto 2021, ore 15:00 CEST 7ª giornata | Geneva Seahawks | 28 – 35 | Calanda Broncos | Centre Sportif de Vessy |

| Coira 12 settembre 2021, ore 14:00 CEST 9ª giornata | Calanda Broncos | 52 – 14 | Gladiators Beider Basel | Stadion Ringstrasse |

### Playoff
| 25 settembre 2021 Semifinale | Calanda Broncos | 35 – 8 | Winterthur Warriors |  |

| 2 ottobre 2021 Swiss Bowl | Calanda Broncos | 21 – 12 | Bern Grizzlies |  |

## Central European Football League 2021

### Fase a eliminazione diretta
| Coira 29 maggio 2021, ore 18:00 Quarti di finale | Calanda Broncos | 1 – 0 (a tavolino) | Fehérvár Enthroners | Sportplatz Ringstrasse |

| Coira 13 giugno 2021, ore 15:00 Semifinale | Calanda Broncos | 21 – 35 (7-0 7-14 0-14 7-7) referto | Schwäbisch Hall Unicorns | Sportplatz Ringstrasse |

## Statistiche di squadra
| Competizione                       | %Vittorie | In casa | In casa | In casa | In casa | In casa | In casa | In trasferta | In trasferta | In trasferta | In trasferta | In trasferta | In trasferta | Totale | Totale | Totale | Totale | Totale | Totale |
| Competizione                       | %Vittorie | G       | V       | N       | P       | Pf      | Ps      | G            | V            | N            | P            | Pf           | Ps           | G      | V      | N      | P      | Pf     | Ps     |
| ---------------------------------- | --------- | ------- | ------- | ------- | ------- | ------- | ------- | ------------ | ------------ | ------------ | ------------ | ------------ | ------------ | ------ | ------ | ------ | ------ | ------ | ------ |
| LNA - Stagione regolare            | .875      | 4       | 4       | 0       | 0       | 164     | 24      | 4            | 3            | 0            | 1            | 135          | 82           | 8      | 7      | 0      | 1      | 299    | 106    |
| LNA - Playoff                      | 1.000     | 2       | 2       | 0       | 0       | 56      | 20      | 0            | 0            | 0            | 0            | 0            | 0            | 2      | 2      | 0      | 0      | 56     | 20     |
| CEFL - Fase a eliminazione diretta | .500      | 2       | 1       | 0       | 1       | 22      | 35      | 0            | 0            | 0            | 0            | 0            | 0            | 2      | 1      | 0      | 1      | 22     | 35     |
| Totale                             | .833      | 8       | 7       | 0       | 1       | 242     | 79      | 4            | 3            | 0            | 1            | 135          | 82           | 12     | 10     | 0      | 2      | 377    | 161    |